# 小眼淵魚屬
小眼渊鱼属為輻鰭魚綱仙女魚目青眼魚亞目爐眼魚科的一属。

## 下属物种
- 中太平洋小眼淵魚(Bathymicrops belyaninae)
- 短臀小眼淵魚(Bathymicrops brevianalis)
- 多棘小眼淵魚(Bathymicrops multispinis)
- 鴨嘴小眼淵魚(Bathymicrops regis)

## 擴展閱讀
維基物種上的相關：小眼渊鱼属